# St Hilda’s College

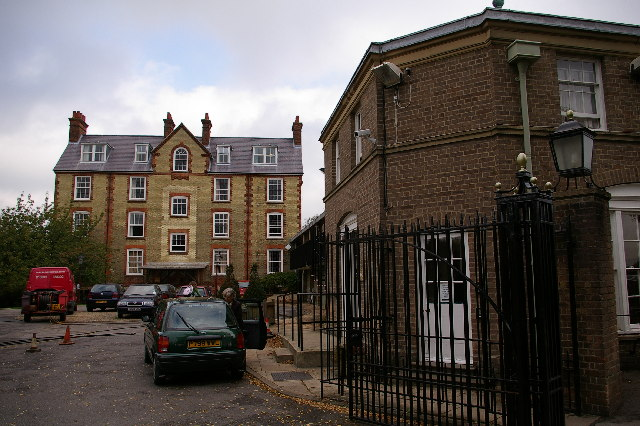
Außenansicht

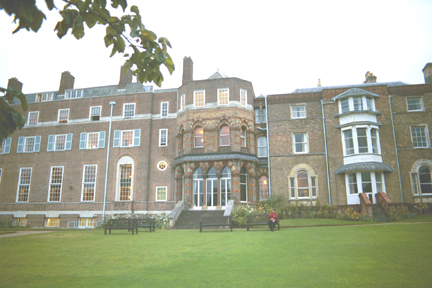
Blick von innen

Das St Hilda’s College ist eines der konstituierenden Colleges der Universität Oxford; es wurde um 1893 gegründet.

## Geschichte
Das St Hilda’s College wurde ursprünglich 1893 von Dorothea Beale, Rektorin von Cheltenham Ladies’ College, als Frauencollege gegründet. Der Name ist von der Klostergründerin St. Hilda von Whitby inspiriert. Seit 2008 ist das College auch für männliche Studenten geöffnet, bis dahin war es nur Frauen zugänglich.

## Akademiker / Lehrende
- Mary Bennett
- Helen Louise Gardner, Literaturwissenschaftlerin
- Elspeth Kennedy, Mediävistin, Romanistin
- Barbara Levick, Althistorikerin
- Beryl Smalley, Historikerin
- Kathy Wilkes, Philosophin

## Honorary Fellows
- Jacqueline du Pré
- Doris Mary Stenton
- Rosalyn Tureck

## Bekannte ehemalige Schüler
- Zeinab Badawi, britische Rundfunkreporterin und Nachrichtenmoderatorin sudanesischer Herkunft
- Susan Blackmore, britische Schriftstellerin
- D. K. Broster, Romanschriftsteller
- Susan N. Brown (1937–2017), Mathematikerin und Hochschullehrerin
- Fiona Caldicott (1941–2021), britische Medizinerin, Psychiaterin und Hochschullehrerin
- Susanna Clarke, britische Schriftstellerin
- Wendy Cope, britische Dichterin
- Anneliese Dodds, britische Politikerin
- Barbara Everett
- Emma Faull, britische Vogelzeichnerin
- Vivienne Faull, Bischöfin von Bristol
- Yvonne Furneaux, französische Schauspielerin
- Susan Greenfield, britische Hirnforscherin, Schriftstellerin und Mitglied des House of Lords
- Susan Haack, Philosophin
- Catherine Heath, Romanschriftstellerin
- Meg Hillier, Politikerin
- Victoria Hislop, Schriftstellerin und Journalistin
- Bettany Hughes, Historikerin
- Haya bint al-Hussein, Tochter des verstorbenen jordanischen Königs Hussein I.
- Jenny Joseph, britische Dichterin
- Susan Kramer, Baroness Kramer, britische Managerin und Politiker, Abgeordnete des House of Commons, Mitglied des House of Lords
- Hermione Lee, britische Autorin, Biografin, Kritikerin und Literaturwissenschaftlerin
- Nicola LeFanu, britische Komponistin
- Sue Lloyd-Roberts, britische Fernsehjournalistin
- Margaret MacMillan, kanadische Historikerin
- Val McDermid, schottische Krimi-Autorin
- Juliet E. McKenna, britische Fantasy-Autorin
- Rosalind Miles, Schauspielerin
- Helen Middleton
- Kate Millett, amerikanische Literaturwissenschaftlerin, Schriftstellerin, Bildhauerin und Feministin
- Katherine Parkinson, britische Schauspielerin
- Barbara Pym, britische Schriftstellerin
- Gillian Rose, britische Philosophin und Soziologin
- Jacqueline Rose, britische Schriftstellerin
- Sheila Rowbotham, britische Soziologin und sozialistische Feministin
- Terri Sewell, US-amerikanische Politikerin
- Gillian Shephard, britische Politikerin
- Ann Thwaite, Biografin
- Tsuda Umeko, japanische Lehrerin